# Lizarda
Lizarda este un oraș în Tocantins (TO), Brazilia.